# Gadiaufala
Gadiaufala (łac. Diocesis Gadiaufalensis) – stolica historycznej diecezji w Cesarstwie rzymskim w prowincji Numidia zlikwidowana w VII w. podczas ekspansji islamskiej, współcześnie w północnej Algierii. Obecnie katolickie biskupstwo tytularne. 

## Biskupi tytularni
| Lp. | Biskup                      | Funkcja                                        | Od              | Do                   |
| --- | --------------------------- | ---------------------------------------------- | --------------- | -------------------- |
| 1   | Luciano José Cabral Duarte  | biskup pomocniczy Aracajú (Brazylia)           | 14 lipca 1966   | 12 lutego 1971       |
| 2   | Rodolfo Quezada Toruño      | biskup pomocniczy Zacapa (Gwatemala)           | 5 kwietnia 1972 | 16 lutego 1980       |
| 3   | Jesús Arturo Roldán         | biskup pomocniczy Kordoby (Argentyna)          | 26 maja 1980    | 9 listopada 1991     |
| 4   | Elmo Noel Joseph Perera     | biskup pomocniczy Galle (Sri Lanka)            | 17 grudnia 1992 | 1 czerwca 1995       |
| 5   | Antonio Federico Gatti      | biskup pomocniczy San Justo (Argentyna)        | 1 lipca 1996    | 9 lipca 1998         |
| 6   | Dieudonné Bogmis            | biskup pomocniczy Douali (Kamerun)             | 9 lutego 1999   | 15 października 2004 |
| 7   | François Xavier Lê Văn Hồng | biskup pomocniczy Huế (Wietnam)                | 19 lutego 2005  | 18 sierpnia 2012     |
| 8   | Joseph Đinh Đức Đạo         | biskup pomocniczy Xuân Lộc (Wietnam)           | 28 lutego 2013  | 4 czerwca 2015       |
| 9   | Natale Paganelli            | administrator apostolski Makeni (Sierra Leone) | 18 lipca 2015   |                      |